# 오버워치의 계절 이벤트
오버워치는 블리자드 엔터테인먼트에서 개발한 팀 기반의 1인칭 슈팅 게임이다. 2016년 5월 전세계에 공개되었다. 일반적으로 6대 6의 매치를 통해 플레이하며, 플레이어들은 돌격, 지원, 공격으로 분류되는 32명의 영웅들 중 한 명을 선택하여 여러 가지 맵에서 그들의 팀과 함께 공격하거나 방어하는 것이 목표이다. 각각의 영웅들은 특정한 무기와 기술이 있으며 다른 팀을 압도할 수 있게 협력한다. 오버워치는 2018년부터 오버워치 리그를 시작했으며, 아케이드 모드를 비롯한 일반 매치와 순위별 매치를 가지고 있다.
게임에 대한 흥미를 높이기 위해 블리자드는 몇몇 가지의 계절별 이벤트를 출시했으며, 세계적인 행사나 공휴일과 동시에 진행된 것이 많다. 이러한 이벤트들은 2주에서 3주 정도 지속되는 것이 많으며, 해당 이벤트의 테마 요소를 적용하기 위해서는 레벨이 올라가야하며, 크레딧을 통해 아이템을 사거나 게임 내의 "전리품 상자" 시스템을 통해 그들을 획득할 수 있는 기회와 함께 새로운 게임 모드가 제공된다. 플레이어들은 캐릭터들의 외양에 대해 이벤트가 끝난 이후에도 이벤트에서 획득한 캐릭터들은 계속 유지할 수 있지만, 나머지 테마는 일반으로 돌아가게 된다.

## 개관
오버워치의 개발 과정에서, 블리자드는 현재의 전략적인 상황에 맞춰 매치 과정에서 플레이어가 새로운 영웅으로 바꿀 수 있는 메카닉을 발전시켰기 때문에 게임을 확장하고 판매 이후의 수익을 올리기 위해 다운로드 가능 콘텐츠는 사용하지 않기로 선택했다. 플레이어들이 새 영웅을 구입하도록 함으로써 그런 모델은 이런 접근을 방해할 수 있었다. 대신에 그들은 플레이어들이 전리품 상자를 구매하는 것으로 MTX를 포함하기로 결정했다.  루트 박스에는 랜덤으로 결정되는 캐릭터 스킨, 승리 자세, 감정, 스프레이, 하이라이트 장면과 플레이어 아이콘을 포함한 랜덤화된 외형 아이템 4개를 포함하고 있다. 이것은 인센티브로써 받을 수 있는 것으로 게임 매치에서 얻은 경험치를 통해 레벨이 올라갈 때마다 받을 수 있다. 이것과 더불어 플레이어들은 몇몇 전리품 W상자나 2배의 전리품 상자를 통해 게임 내의 코인을 받을 수 있다. 이 코인들은 플레이어 아이콘을 제외하고 대부분의 캐릭터의 외양 아이템들을 구매할 수 있게 한다.
2016년 8월부터 시작하여 블리자드는 2016년 하계 올림픽과 연관된 하계 스포츠 대회 이벤트를 비롯한 여러 계절별 이벤트를 도입했다. 오버워치의 제프리 캐플런은 이러한 계절별 이벤트는 목표는 실제 세계의 사건들과 연관지음으로써 게임에 생동감을 불어넣는 것이라고 말했다. 블리자드는 월드 오브 워크래프트에서 발렌타인 데이와 설날 이벤트와 같은 게임 내 계절별 이벤트를 만든 역사를 가지고 있다.
이벤트는 적어도 하나 이상의 게임 모드를 포함하고 있으며 이벤트가 진행 중일 때만 이용가능하다. 하나의 예외는 2017년 설날 이벤트에 도입된 "깃발 뺏기"로, 이 매칭 모드는 게임의 아케이드 모드의 하나로 남게 되었다. 플레이어들은 이러한 계절별 게임 모드에서 매치를 성공적으로 마치면 전리품 상자를 받게 되며, 특정 목표를 달성하면 관련 코스튬이나 특별한 뱃지를 제공한다.
새로운 게임 모드와 함께, 이러한 계절별 이벤트는 이벤트 기간 동안 얻을 수 있는 다양한 코스튬과 외양 아이템을 포함한다. 블리자드는 이벤트들을 위한 많은 컨텐츠를 개발했지만, 플레이어들에게 전부 이용할 수 있게 만들지는 않았다. 초기에, 이 아이템들은 오직 이벤트 관련 아이템을 적어도 1개 이상 포함한 전리품 상자를 통해서만 얻을 수 있었다. 전리품 상자는 레벨이 올라가거나, 이벤트 게임 모드에서 경쟁할 때 얻을 수 있었다.; 그러나 플레이어들의 피드백에 대한 응답, 그리고 이러한 아이템들에 대한 명백한 유료화 접근을 피하기 위해, 블리자드는 2번째 계절별 이벤트부터 게임 내 화폐를 통해 같은 확률의 비이벤트 아이템보다 더 높은 가격으로 구매할 수 있게 했다. 이벤트가 완료되면 이벤트가 다시 시작될 때까지 테마별 전리품 상자와 외양 아이템은 이용할 수 없다. 하지만 플레이어들은 그들이 이벤트 이후 얻은 독특한 이벤트 아이템들을 보관하고 사용할 수 있다. 블리자드는 미래에 일반 전리품 상자로부터 얻은 전리품들에 특정 이벤트 아이템도 넣기로 계획하고 있기 때문에 모든 이벤트 아이템들이 이러한 방식으로 제한되지는 않는다.
하계 스포츠 대회, 공포의 할로윈, 환상의 겨울나라와 같은 몇몇 계절 이벤트들은 다시 시작되고 있다. 그러나 이러한 이벤트들이 되돌아올 때마다 개발팀은 이벤트들의 새로움을 유지하고 이전 이벤트로부터 추가된 새 영웅들이나 컨텐츠를 반영하기 위해 이벤트에 변경사항을 더한다. 예를 들어 2017년 할로윈의 "정켄슈타인의 복수"에서는 새로운 무한모드와 새 영웅들로부터의 지원을 포함시켰다. 돌아온 이벤트들은 이를 위한 새로운 테마의 외야 아이템도 묘사했으며, 더 할인된 가격으로 살 수 있거나 이벤트 전리품 상자에서 얻을 수 있는 이전의 외양들도 추가했다. 2017년 4월 이야기 중심의 "업라이징" 이벤트와 같이 모든 계절별 이벤트가 돌아오는 것은 아니다.